# Tutti vogliono viaggiare in prima
Tutti vogliono viaggiare in prima è un brano musicale scritto da Luciano Ligabue, secondo singolo estratto dall'album Fuori come va? del 2002, il cui titolo è una frase presente nel testo della canzone.

## Descrizione
Con questa canzone Ligabue partecipa e vince (12 settembre) il Festivalbar 2002, con il pezzo ormai considerato il maggior tormentone estivo di quell'anno.
È stato frequentemente trasmesso in radio, raggiungendo la posizione numero 1 dell'airplay.

## Il testo e la musica
La canzone denuncia, con sfacciataggine e ironia, il comportamento delle persone che, concentrate nel tentativo di 'viaggiare' nel modo più comodo possibile, pensano di aver trovato la soluzione ai propri problemi in un drink e si dimenticano di quelli che non hanno né possibilità né risorse per 'vivere' allo stesso modo.
Tutti vogliono viaggiare in prima

e che il viaggio non finisca mai

tutti con il posto finestrino...
e sotto come va...
Fuori come va...»
(Luciano Ligabue nel testo)
È quindi una ilare presa in giro di chi, compreso il cantautore, si ostina a perseguire con testardaggine le idee alla base di un proprio stile di vita, senza quasi mai riuscire a raggiungerle; perché si tratta di belle intenzioni che alla fine si rivelano difficili da mantenere. Anche il giro armonico, ribadisce questa sensazione, ripetendosi dall'inizio alla fine del pezzo e con il basso in ottavi.

## Il video  musicale
Diretto da Paolo Monico, è uno dei più ironici della carriera del cantautore, con immagini di "vita quotidiana" di una famiglia viziata, composta da personaggi simpatici e stravaganti. Alla fine, una gru è in procinto di distruggere la dimora dei protagonisti, che però si rivelerà essere una casa giocattolo.
Gli stessi personaggi compaiono anche nel video di Voglio volere, quinto ed ultimo singolo estratto da Fuori come va?.
- Videoclip ufficiale, su YouTube. URL consultato il 9 gennaio 2015.

Il videoclip è stato inserito nei DVD Secondo tempo del 2008 e Videoclip Collection del 2012, quest'ultima distribuita solo nelle edicole.

## Tracce
1. Tutti vogliono viaggiare in prima – 4:31 (Luciano Ligabue)

## Formazione
- Luciano Ligabue - voce, chitarra ritmica

### La Banda
- Federico Poggipollini - chitarra solista
- Mel Previte - chitarra semiacustica
- Antonio Righetti - basso
- Roberto Pellati - batteria, percussioni
- Fabrizio Simoncioni - pianoforte, tastiera, cori

### Altri musicisti
- Fabrizio Barbacci - chitarra acustica